# Huracán Hanna (2020)
El huracán Hanna fue el primer huracán del Atlántico en tocar tierra en Texas en el mes de julio desde huracán Dolly en 2008. La octava tormenta nombrada y el primer huracán de la temporada de huracanes del Atlántico de 2020, Hanna se desarrolló a partir de una vigorosa ola tropical que se originó cerca de La Española. Esta perturbación dejó caer fuertes lluvias sobre partes de La Española, Cuba y Florida. La ola gradualmente se volvió más organizada y se convirtió en una depresión tropical en la parte central del Golfo de México. La depresión se convirtió en tormenta tropical el 24 de julio, estableciendo un nuevo récord para la tormenta del octavo nombre en la cuenca, obteniendo su nombre diez días antes del poseedor del récord anterior, la tormenta tropical Harvey de 2005. Hanna se intensificó constantemente a medida que se desplazaba hacia el sur de Texas, convirtiéndose en el primer huracán de la temporada a principios del 25 de julio, antes de fortalecerse rápidamente y tocar tierra más tarde en el día. Hanna tocó tierra a las 22:00 UTC más tarde ese día como un huracán categoría 1 de alta gama, en Isla del Padre, Texas con vientos máximos sostenidos de 90 mph (150 km/h) y una presión central mínima de 973 mbar (hPa; 28.73 inHg). En el camino arrojó hasta 18 pulgadas de lluvia en áreas aisladas del sur de Texas y México. La tormenta provocó que más de 50,000 personas perdieran energía. Además, el huracán Hanna causó daños menores a estructuras bien construidas, al tiempo que causó daños graves a estructuras más pequeñas y derribó líneas eléctricas. Hanna se debilitó rápidamente cuando se movió tierra adentro y giró hacia el oeste-suroeste, y finalmente se disipó sobre México a finales del  26 de julio.
Hanna fue el primer huracán en tocar tierra en Texas desde el huracán Harvey en 2017. En Florida, Hanna mató a una persona debido a las corriente de resaca y en Texas fallecieron cinco personas más. Las bandas externas de Hanna también causaron tormentas eléctricas en partes de la costa norte del Golfo. En Texas, donde la tormenta tocó tierra, se reportaron daños extensos a la propiedad en el Valle del Río Grande, especialmente en Port Mansfield. La mayor parte del daño se localizó al sur de la ciudad de Corpus Christi debido a que el ojo tomó un camino más hacia el sur de lo previsto originalmente. Corpus Christi experimentó inundaciones de tormenta y vientos de fuerza de tormenta tropical, mientras que las áreas al sur de la ciudad experimentaron vientos sostenidos por fuerza de huracán. En México, las graves inundaciones causadas por Hanna mataron a cuatro personas.

## Historia meteorológica

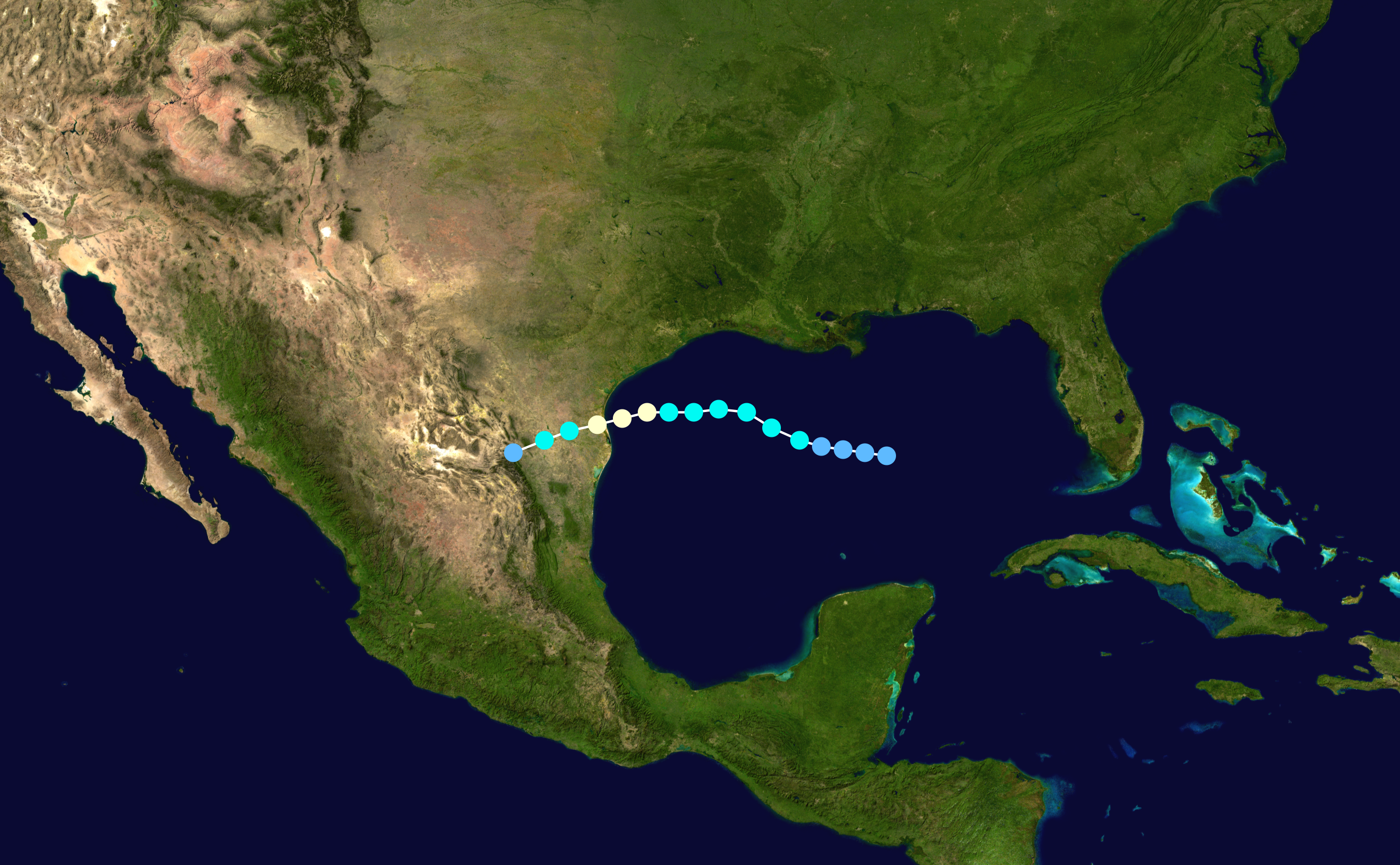
Mapa que traza la trayectoria y la intensidad de la tormenta, de acuerdo con la escala de huracanes de Saffir-Simpson

Durante el 19 de julio de 2020, el Centro Nacional de Huracanes (NHC) marcó una  Onda tropical, ubicada entre la República Dominicana y Puerto Rico para un desarrollo gradual durante la próxima semana. La ola se desplazó generalmente hacia el oeste-noroeste a través de República Dominicana, Cuba, las Bahamas y los Cayos de Florida durante los próximos días, mientras producía una gran región de lluvias y tormentas eléctricas desorganizadas. Después de ingresar al Golfo de México, la ola comenzó a organizarse gradualmente y a definirse mejor, formándose un área de baja presión el 22 de julio. Durante las últimas horas del 22 de julio, las imágenes de satélite mostraron que la perturbación estaba mucho más organizada, lo que condujo a la clasificación del sistema como Depresión Tropical Ocho a las 00:00 UTC del 23 de julio. A las 00:00 UTC del día siguiente, justo un día después de haberse formado, las características de las bandas se hicieron evidentes dentro del sistema recién formado y los datos de los aviones de reconocimiento de huracanes indicaron vientos de fuerza de tormenta tropical dentro de la tormenta naciente, lo que llevó a la actualización de la tormenta a tormenta tropical, que se denominó Hanna. Al nombrar a Hanna, la tormenta se convirtió en la octava tormenta más temprana registrada, superando a la tormenta tropical Harvey de 2005 por más de una semana. Hanna continuó intensificándose constantemente mientras se acercaba a Texas. Hanna formó un ojo de nivel medio durante las horas de la tarde del 24 de julio, y el Centro Nacional de Huracanes (NHC) emitió advertencias de huracán a lo largo de la costa de Texas y el norte de México, ya que ahora se esperaba que se convirtiera en un huracán antes de tocar tierra en las áreas mencionadas.
Hanna continuó fortaleciéndose constantemente a medida que avanzaba hacia el oeste hacia la costa sur de Texas y, a las 12:00 UTC del 25 de julio, Hanna se convirtió en un huracán después de que se encontraron vientos de 80 mph (130 km/h) dentro de la tormenta. Hanna continuó fortaleciéndose aún más a pesar de su proximidad a la tierra, desarrollando un ojo de 30–35 nmi en imágenes de radar y satélite. Alcanzando una intensidad máxima de 90 mph (150 km/h) y una presión de 973 mb, la tormenta tocó tierra en Isla del Padre, Texas, a las 22:00 UTC de ese día. Hanna tocó tierra por segunda vez cerca de Port Mansfield, Texas, a las 23:15 UTC con igual intensidad de vientos de 150 km/h (90 mph) y una presión mínima de 974 mbar. Una vez tierra adentro, Hanna se debilitó gradualmente convirtiéndose en una tormenta tropical a las 06:00 UTC del 26 de julio. Alrededor de las 12:00 UTC de ese mismo día, Hanna continuó debilitándose a medida que avanzaba hacia el noreste de México. Hanna se debilitó aún más al estado de depresión tropical a las 18:00 UTC de ese día mientras se encontraba sobre el estado de Monterrey en México, y la responsabilidad de las advertencias se transfirió al Centro de Predicción del Clima el 27 de julio. El último aviso del WPC se emitió más tarde ese día.

## Preparaciones

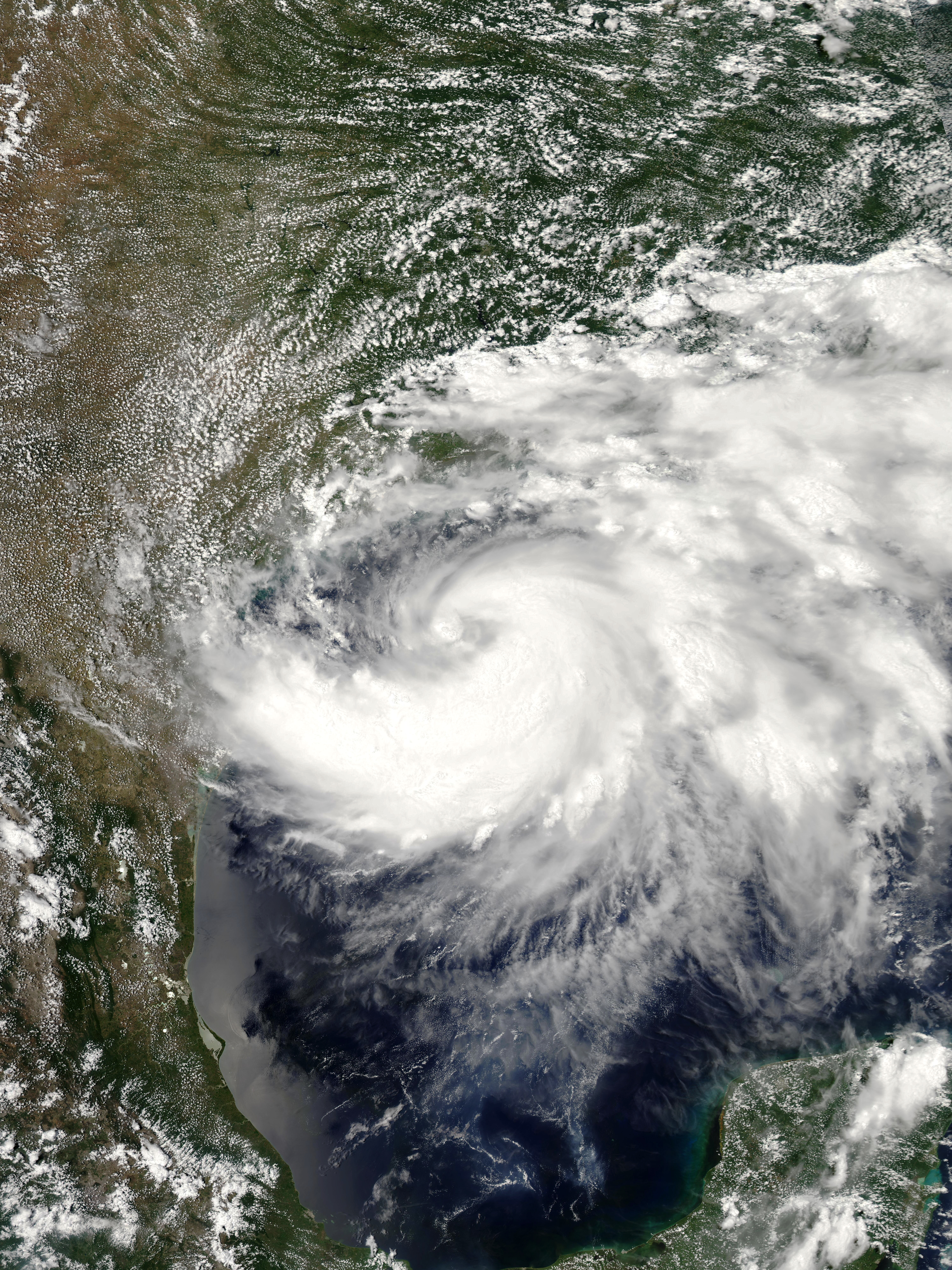
La tormenta tropical Hanna se intensifica sobre el Golfo de México el 24 de julio de 2020

El Servicio Meteorológico Nacional emitió por primera vez un aviso de tormenta tropical para la costa de Texas, entre Port Mansfield y High Island a las 03:00 GMT el 23 de julio, cuando la depresión tropical Ocho-el precursor al huracán Hanna-fue designada por primera vez. La División de Manejo de Emergencias de Texas (TDEM) organizó personal y activos de agencias estatales para ayudar a los preparativos locales para la tormenta que se aproxima. Estos incluyeron equipos de búsqueda y rescate de Texas A&M Task Force 1 y el Departamento de Seguridad Pública de Texas. El Departamento de Seguridad Pública también proporcionó aeronaves, principalmente helicópteros, para fines similares. Los equipos de búsqueda y rescate y limpieza también estaban preparados para las secuelas de Hanna. La Guardia Costera de los Estados Unidos instó a los marineros a limpiar las aguas de la costa de Texas y poner a salvo a los grandes buques en las marinas del interior. Si bien no se esperaba que Hanna representara una amenaza significativa para el área metropolitana de Houston, el manejo de emergencias local colocó a los equipos y camiones de rescate en aguas altas en espera. La alerta de tormenta tropical activa fue reemplazada por una advertencia de tormenta tropical entre Port Mansfield y San Luis Pass a las 21:00 UTC del 23 de julio. Al día siguiente, se emitió una advertencia de huracán para la costa de Texas entre Baffin Bay y Mesquite Bay;  la advertencia luego se expandió hacia el sur hasta Port Mansfield.
La costa nacional de la Isla del Padre y las playas a lo largo de la Bahía de Nueces y el Golfo de México alrededor de Corpus Christi se cerraron en anticipación de las mareas intensificadas por la tormenta. Tanto Texas A&M-Corpus Christi Islanders como Del Mar College limitaron sus operaciones en medio del paso de la tormenta. Hanna amenazó a Texas simultáneamente con un aumento en los casos virales asociados con la pandemia de COVID-19. Al menos un sitio de prueba de manejo para COVID-19 se cerró en Corpus Christi en preparación para Hanna, mientras que la pandemia limitó la cantidad de personal de manejo de emergencias en el Valle del Río Grande. Tanto la Autoridad de Transporte Regional de Corpus Christi como el Consejo de Desarrollo del Valle del Bajo Río Grande cancelaron sus servicios de autobús por dos días. El Puerto de Corpus Christi cerró a todo el tráfico de barcos el 24 de julio y el Aeropuerto Internacional de Corpus Christi canceló la mayoría de los vuelos el 25 de julio.
El 25 de julio, el juez de condado Richard F. Cortez declaró en el condado de Hidalgo un estado de desastre local que duró siete días debido a la amenaza de "inundaciones catastróficas". También se declaró un estado de desastre en el condado de Cameron, el condado de San Patricio y en la ciudad de Edinburg. El gobernador de Texas, Greg Abbott, emitió una declaración de desastre para 32 condados en todo el sur de Texas ese mismo día, poco antes de que Hanna golpeara el estado. Abbott también solicitó una declaración federal de desastre y asistencia pública de la Agencia Federal para el Manejo de Emergencias (FEMA). Varios condados y municipios distribuyeron sacos de arena antes de la llegada de Hanna. Funcionarios del condado de Willacy recomendaron la evacuación de personas de Port Mansfield. El juez del condado de Kleberg, Rudy Madrid, emitió una orden de evacuación voluntaria para Baffin Bay, Loyola Beach, Ricardo y Riviera, mientras que el juez del condado de San Patricio, David R. Krebs, recomendó una evacuación voluntaria para las áreas vulnerables. Se abrieron refugios de evacuación en todo el Valle del Río Grande.. Se abrió una cúpula de Agencia Federal para el Manejo de Emergencias (FEMA) como refugio en Kingsville en H.M. King High School y el Freeman Coliseum en San Antonio se reutilizaron como centro de recepción para evacuados con la ayuda de la Cruz Roja Americana. La Guardia Nacional de Texas y las agencias estatales enviaron 17 equipos para evaluar a los evacuados por COVID-19. En Guadalupe, Nuevo León, el partido de la Jornada 1 de la Liga MX entre Rayados y Toluca fue pospuesto como medida de precaución.

## Impacto

### Estados Unidos

#### Texas

El huracán Hanna está llegando a Texas por segunda vez desde radar meteorológico

En Texas, donde la tormenta tocó tierra, alrededor de 194,000 residentes en el Valle del Río Grande y sus alrededores perdieron energía debido a Hanna. Hanna también arrojó varias pulgadas de lluvia causando inundaciones repentinas en la misma región, mientras que también causó la caída de árboles y techos rasgados de las casas. Las ráfagas de viento alcanzaron hasta 110 mph (175 km/h) y la marejada ciclónica alcanzó los 7 pies (2 m) en tierra. Fuertes vientos dañaron casas enteras en Port Mansfield cuando Hanna tocó tierra cerca. El muelle Bob Hall en Corpus Christi sufrió graves daños y finalmente colapsó en parte debido a los fuertes vientos y la marejada ciclónica. El primer piso del Museo de Arte del Sur de Texas y las exhibiciones al aire libre en el Acuario del Estado de Texas fueron inundadas por la marejada ciclónica de la Bahía de Corpus Christi. Las áreas afectadas por Hanna ya estaban luchando debido a un aumento de los casos de COVID-19 en la región y, por lo tanto, los suministros eran limitados. Varios puertos deportivos y embarcaciones en la costa sufrieron graves daños. Tres individuos tuvieron que ser rescatados de un velero que se hundía en un puerto deportivo frente a la costa. Muchas calles y carreteras se volvieron inaccesibles durante gran parte del 25 y 26 de julio.
A medida que Hanna avanzó tierra adentro y se debilitó el 26 de julio, la tormenta desató grandes cantidades de lluvia en el sur de Texas, con un total de precipitaciones de hasta 15 pulgadas (280 mm). Además, las bandas externas de Hanna causaron advertencias generalizadas de tornados en todo el sur de Texas. Un tornado EF0 aterrizó brevemente y dañó 2 viviendas y un hangar en el Aeropuerto Internacional de Brownsville/South Padre Island. Luego se emitió una alerta de tornado más tarde en el día. Las ciudades de Mission y McAllen también fueron colocadas bajo emergencias de inundaciones repentinas debido a las bandas de lluvia de Hanna. Incluso un día después de tocar tierra, muchas de las áreas cercanas a la costa en Corpus Christi permanecieron sumergidas por marejadas ciclónicas e inundaciones repentinas. Después de refugiarse para la temporada Tormenta, miles de tripulaciones de AEP trabajaron durante días para restablecer la energía, pero se retrasaron en algunas áreas debido a las altas aguas, especialmente en el Valle del Río Grande. Poco después de Hanna, la jueza del condado de Nueces, Barbara Canales, examinó los daños a lo largo de la Isla del Padre. Las pérdidas aseguradas se estiman en US $350 millones.
Debido al daño extenso a la propiedad en la parte sur del estado, el gobernador Greg Abbott emitió una declaración de desastre para 32 condados afectados por la tormenta. La Agencia Federal para el Manejo de Emergencias (FEMA) y el presidente Donald Trump otorgaron una solicitud de Declaración Pública de Emergencia de Asistencia Pública. Esto permite que el gobierno federal brinde medidas de protección de emergencia, como asistencia federal y reembolso por atención masiva, incluida la evacuación y el apoyo de refugio con un 75% de fondos federales. Hanna causó un total de 5 muertes indirectas en los Estados Unidos, todas en el estado de Texas,
cuatro de ellos se deben al envenenamiento por monóxido de carbono en Edinburg. La otro muerte indirecta ocurrió en Alton cuando una persona se cayó de una escalera mientras limpiaba los escombros de la tormenta. 

#### Florida
Antes de que Hanna se convirtió en un ciclón tropical, el oleaje fuerte asociado con la perturbación precursora
contribuyó al ahogamiento de un hombre de 33 años en el condado de Walton, Florida, el 22 de julio después de que
rescató a su hijo de 10 años.

### México
El 26 de julio, las calles de Monterrey fueron inundadas por Hanna después de haber sido degradado a tormenta tropical. Otras partes de los estados de Nuevo León, Coahuila y Tamaulipas fueron afectadas de manera similar. La energía eléctrica se cortó en grandes secciones de Monterrey y áreas vecinas, mientras que la carretera que une Monterrey con Reynosa, Tamaulipas, se cerró debido a las inundaciones. En la ciudad de Matamoros, al otro lado de la frontera de Brownsville, Texas, las fuertes lluvias y los vientos dañaron las carpas en un campo de refugiados que alberga a unos 1.300 solicitantes de asilo. Reynosa fue una de las ciudades más afectadas en México, donde 45 vecindarios resultaron dañados, dos personas murieron y 200 personas fueron desplazadas debido al impacto de Hanna. Una de las muertes fue causada por ahogamiento en las aguas de inundación de Hanna después de que la víctima sufrió una convulsión. Un hospital de maternidad se inundó el 26 de julio.
Un niño de 11 años que cayó en un arroyo desbordado en Monterrey fue reportado como desaparecido, donde se reportaron grandes inundaciones y árboles caídos. Una mujer de 35 años y su hija de 7 años se ahogaron en Ramos Arizpe, Coahuila. Un video que muestra el colapso de parte del muro fronterizo entre México y Estados Unidos fue ampliamente compartido en las redes sociales, y la causa se atribuyó a los fuertes vientos de Hanna; El Cuerpo de Ingenieros del Ejército de los Estados Unidos más tarde aclaró que el colapso había ocurrido más de un mes antes, en el estado de Nuevo México, y que no tenía ninguna relación con Hanna. Los daños en Nuevo León superaron los mil millones de pesos (US$ 45 millones).

### En algunas partes
El disturbio precursor de Hanna arrojó fuertes lluvias en partes de La Española y Cuba. En partes de Luisiana, Misisipi, Alabama y el Panhandle de Florida, las bandas exteriores de Hanna provocaron fuertes lluvias e incluso amenazaron con inundar las calles de Nueva Orleans.